# MP18衝鋒槍

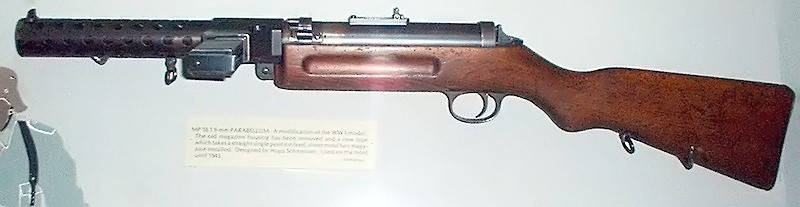
此圖為直型彈匣的MP18衝鋒槍。

MP18衝鋒槍，全稱Maschinenpistole 18 (一八型衝鋒槍)，是第一次世界大戰時期由德國的胡戈·施梅瑟所開發的衝鋒槍。MP18冲锋枪因其生产厂Bergmann也被称为伯格曼冲锋枪。
不計並非專門作為衝鋒槍而開發的槍型，本槍和義大利的貝瑞塔M1918衝鋒槍同為世界最早真正的衝鋒槍。

## 设计历史
第一次世界大战期间战斗转入堑壕战，步兵以密集队形集群冲锋遭到机枪火力掃蕩导致大量伤亡。一战后期，德国军队为打破堑壕战的僵局采用一种称为“暴风突击队”的小分队“渗透突击战术”，当时机枪的重量不适合单兵便携，需要近距离的火力猛烈而又轻便可靠的单兵使用轻武器，1917年德国研制了使用手枪子弹的自动武器来配合渗透突破堑壕的突击战术。定名为MP18，设计者为胡戈·施梅瑟，后来经过改进而成MP18/I型，由伯格曼兵工厂生产。
MP18冲锋枪采用自由枪机原理，适合该闭锁系统是魯格手槍使用的9mm口径派拉贝鲁姆手枪弹（9×19mm Parabellum）。为能有效散热采用开膛待机方式，枪机通过机匣右侧的拉机柄拉到后方位置卡在拉机柄槽尾端的卡槽内实现保险，这样的固定方式不够保险，意外受到某种震动时拉机柄会从卡槽中脱出，导致枪机向前运动击发枪弹发生走火。MP18最醒目的特征是枪管上包裹套筒，套筒上布满散热孔，连续射击有利散热。MP18冲锋枪只能全自动射击，预见到会有大量的弹药消耗量，德军计划的暴风突击队包括配备MP18的枪手与配备运输弹药推车的弹药手。德军突击队的士兵把MP18冲锋枪称为“Kugelspritz”可译成“子弹喷射器”（bullet squirter）。

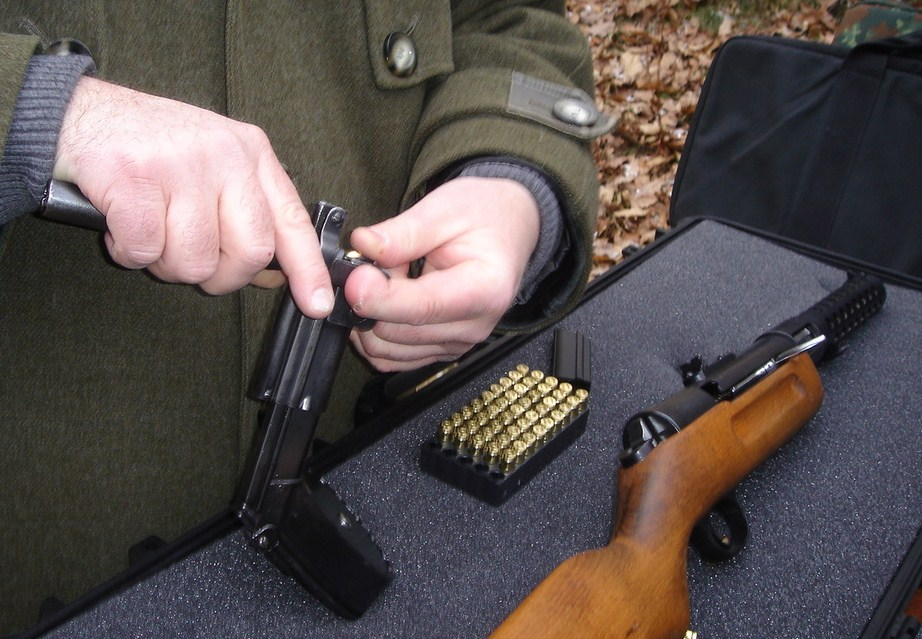
此圖為蝸牛型彈鼓的MP18衝鋒槍填裝彈藥情形。

原本MP18衝鋒槍是採用横插在枪身左侧的直型彈匣供弹，不過由於德國軍方枪械委员卻坚持要使用容量32发蝸牛型彈鼓供弹，还要求枪身轴线和彈鼓供弹槽轴线的夹角呈55°与鲁格手枪相同的角度，原因是它最初是为鲁格P08手枪设计的。為此MP18的衝鋒槍的彈匣插槽又做了些修改。但是後來因為装上蝸牛型彈鼓后枪身质心左移，在實戰上使用笨拙，填装繁琐，結構複雜而且容易卡彈等等的缺點，在第一次世界大戰結束後MP18衝鋒槍又改回容量20发直型的彈匣供弹，枪身轴线和彈鼓供弹槽轴线的夹角呈90°垂直。
MP18冲锋枪的问世虽然对战局没有决定性影响，但引起了协约国方面的重视。一戰後簽訂的凡尔赛条约，作为战败国的德國，衝鋒槍是在禁止繼續研發与製造的武器之列，戰前生產的MP18只能交由德國（魏玛共和国）警察使用。MP18/I型冲锋枪转移到瑞士工業公司授權生產。

## MP28衝鋒槍

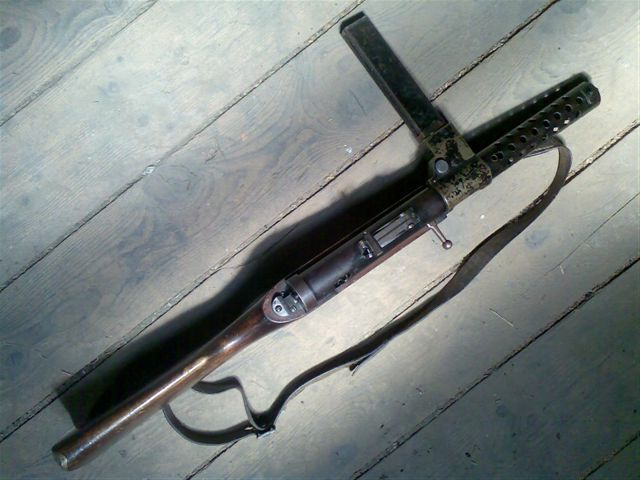
此圖為MP28衝鋒槍。

虽然条约明令禁止，绕过凡尔赛和约禁令的秘密研发工作继续进行，後來胡戈·施迈瑟转至黑内尔公司，又開發出來的MP28II/型衝鋒槍則是MP18/I型的改良，MP28在发射机构中增加了快慢机，擁有MP18所沒有的單發和連發的切換功能，并改进了瞄准具，加工工艺变化减少了零部件。直型彈匣容量有20发或32发两种。为避免违反凡尔赛和约的有关禁令，MP28转到比利时生产并开发了多种口径供外销用。MP28冲锋枪有适用9×19mm、7.65×21mm派拉贝鲁姆手枪弹，9×23mm伯格曼-贝亚德手枪弹，7.63×25mm毛瑟手枪弹等多种口径弹药的版本。

## MP18在中國
在中華民國，MP18和MP28衝鋒槍不但從外國進口，也在國內多家兵工厂生产，在當時衝鋒槍並不是被稱之為衝鋒槍，而是叫做手提機槍，並且擁有一個中國式的俗称：『手提花機關槍』，源于它可以如机关枪那般连发射击，以及枪管外套筒上很多散热孔。1920年代的中国，由于军阀内战而被实施军火禁运；所以伯格曼冲锋枪多从走私渠道引进。

伯格曼衝鋒槍因為比同樣引进中國軍隊裡的湯普森衝鋒槍結構簡單以及製作容易，限于当时中国工业制造水平，所以無論在製造和裝備數量上遠比湯普森衝鋒槍還多。這些被仿製的伯格曼衝鋒槍多为發射7.63毫米口径毛瑟手槍彈，以便和同時在中國大量裝備的毛瑟C96手槍（又名駁殼槍或盒子炮）的子彈通用。當時中國的上海、南京，巩县、汉阳，以及广东、山东等各地的兵工廠所仿製的伯格曼衝鋒槍跟德國原廠所生產的MP18和MP28衝鋒槍一樣，彈匣插入口都是橫向插槽，但是青岛铁工厂所製作的MP18和MP28衝鋒槍的彈匣插入口卻是枪身下部的直向插槽。各地仿制的产品规格不一，品質也参差不齐。

伯格曼衝鋒槍在中國並沒有被大量裝備在一般部隊的士兵身上，而這些衝鋒槍大部分都是裝備在較精銳的突擊隊或近衛队中。

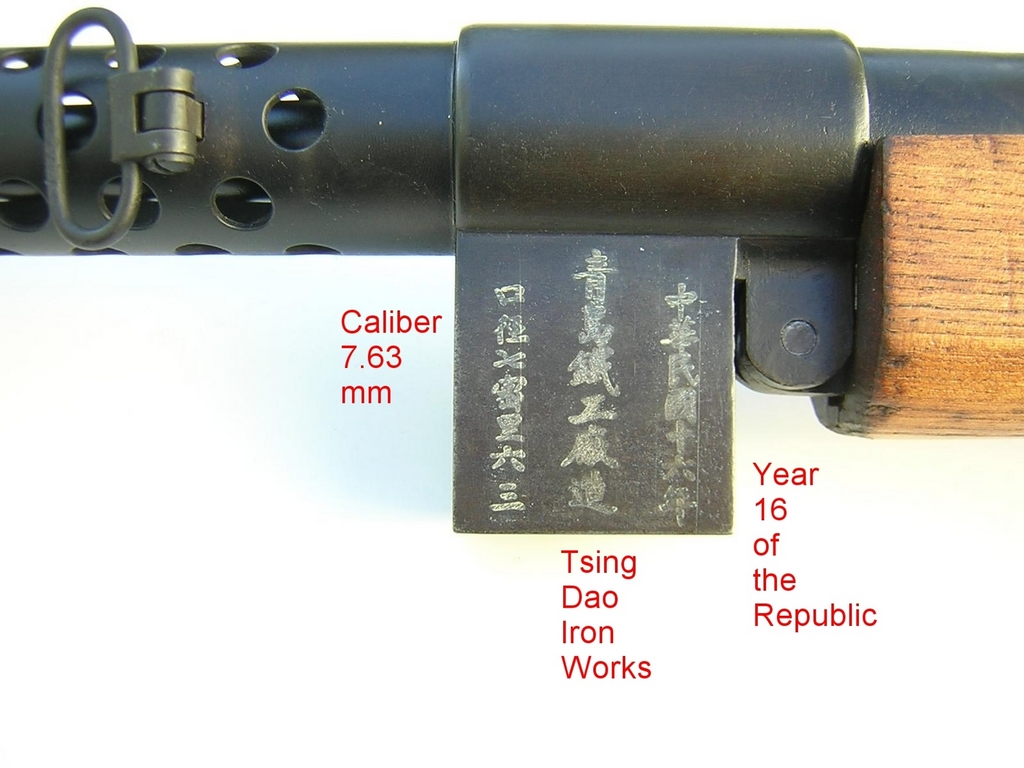
此圖為中華民國十六年青島鐵工廠所仿製的直向插槽MP18衝鋒槍。
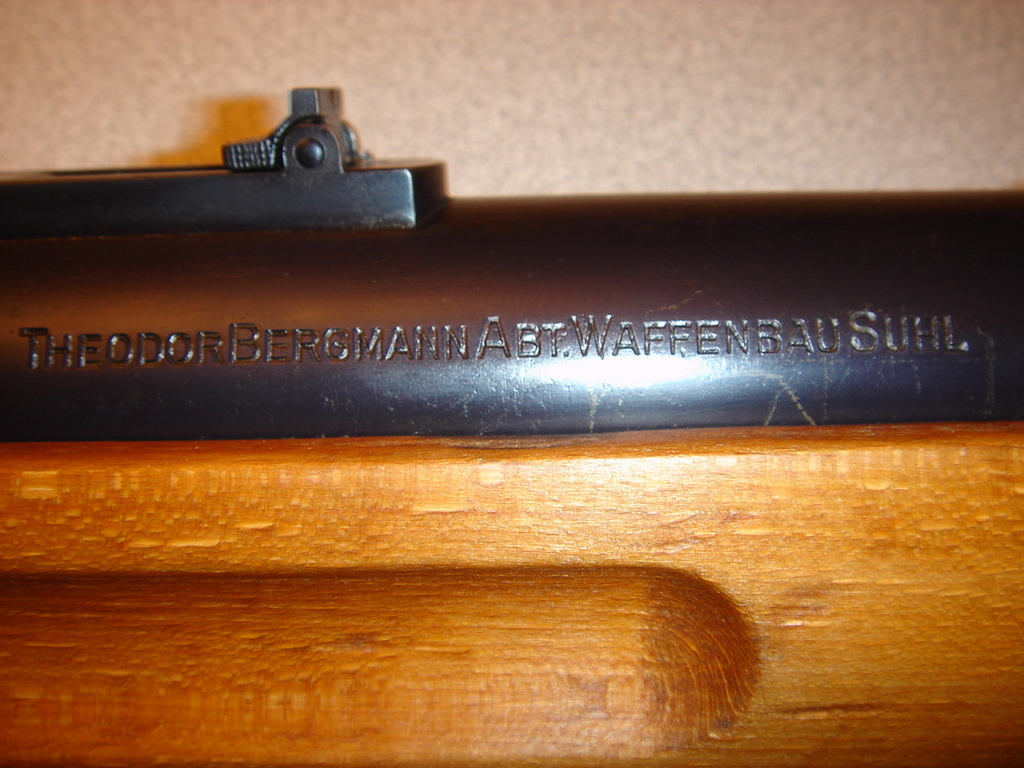
此圖為刻有德國生產商Bergmann兵工廠公司商標的MP18衝鋒槍。
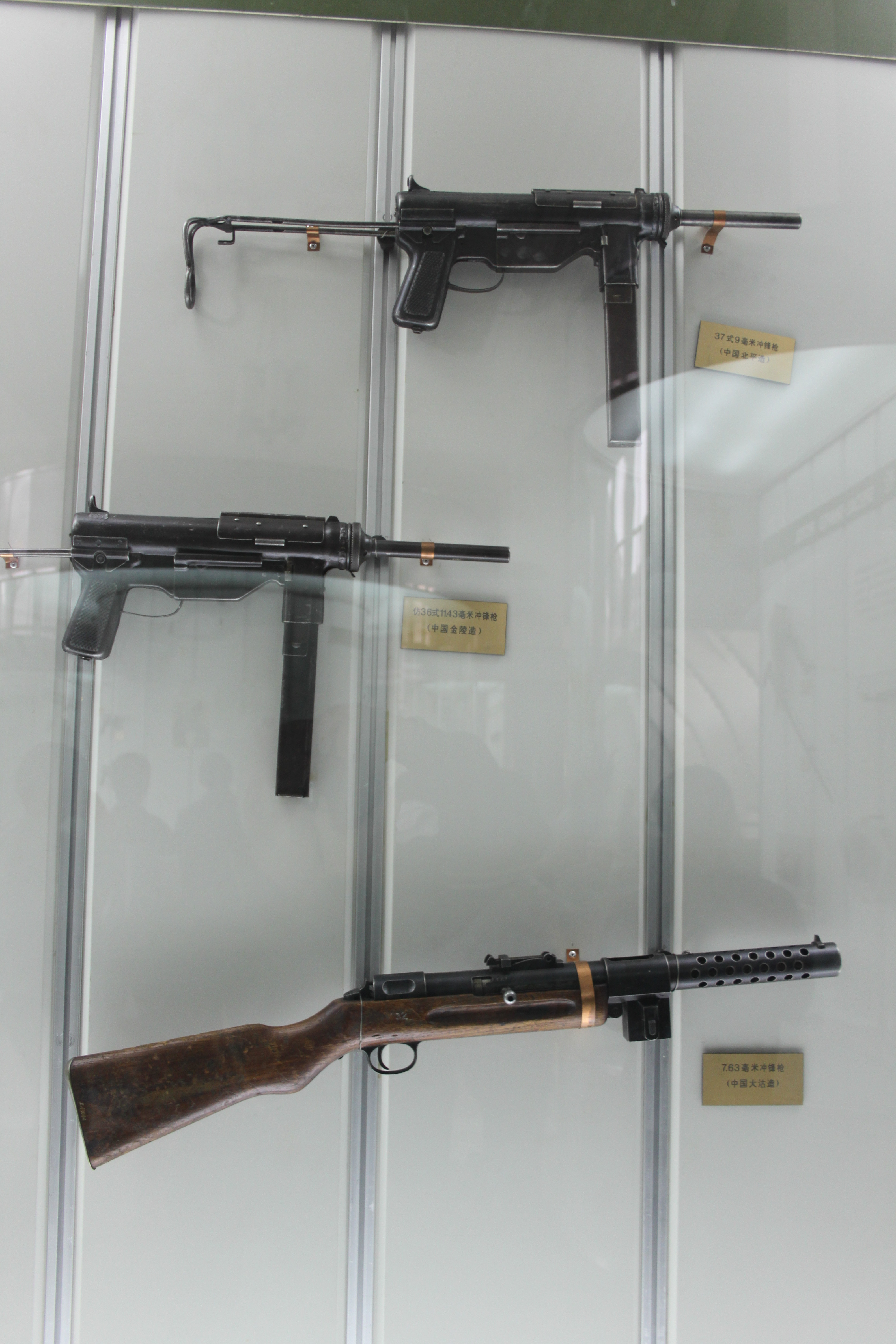
由中國仿製的MP 18衝鋒槍（下），它的彈匣在槍身下方

## 使用國家

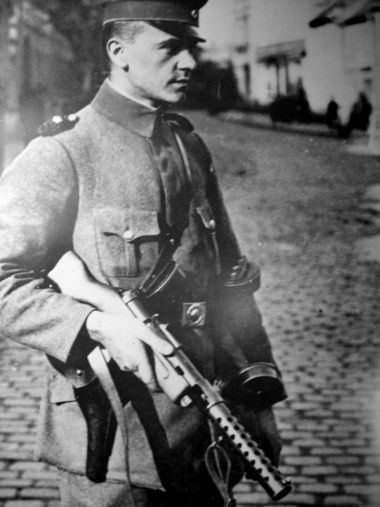
德國警察手持MP18

- 玻利维亚
- 巴西
- 中華民國
- 哥伦比亚
- 芬兰
- 法國
- 德意志帝國
- 魏瑪共和國
- 納粹德國
- 印度尼西亞
- 愛爾蘭
- 大日本帝国
- 马来西亚
- 荷蘭
- 奥斯曼帝国
- 巴拉圭
- 波蘭
- 葡萄牙
- 俄罗斯帝国
- 苏联
- 西班牙
- 瑞典
- 瑞士
- 泰國
- 土耳其
- 葉門

## 流行文化

### 電子遊戲
- 2016年—《戰地風雲1》：游戏中命名为“MP 18”，是使用32发蜗牛形弹鼓且弹鼓与枪身呈55°夹角的版本。
- 2021年—《應徵入伍》:軸心國陣營特殊活動武器。

## 外部連結
- 史上第一支實用的衝鋒槍-德國MP18.I衝鋒槍與改良型MP28.II
- MP 18.1 Video, Informations and Pictures （页面存档备份，存于）
- A Bergmann MP 18 built in Tsing Tao, China in 1927 （页面存档备份，存于）
- Historic Arms （页面存档备份，存于）
- MP18
- Small Arms Review: The MP28,II Successor of the MP18,I (.pdf)
- Luger Artillery and Mauser Parabellum - Trommelmagazine use （页面存档备份，存于）